# El Caracol, delstaten Mexiko
El Caracol är en ort i kommunen Lerma i delstaten Mexiko i Mexiko. Samhället hade 427 invånare vid folkräkningen år 2020.